# Christian Heinrich von Nagel

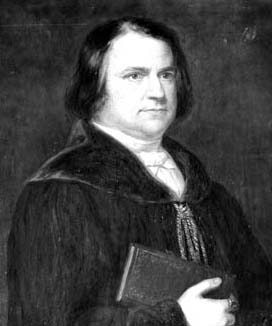
Christian Heinrich von Nagel, Porträt von Joonhannes Friedel (1847)

Christian Heinrich von Nagel (* 28. Februar 1803 in Stuttgart; † 27. Oktober 1882 in Ulm) war ein deutscher Mathematiker des 19. Jahrhunderts, der sich vor allem mit geometrischen Themen befasste.

## Biografie
Nach dem Besuch des Gymnasiums trat von Nagel 1817 in das Evangelisch-Theologische Seminar Blaubeuren ein. 1821 bis 1825 folgte ein vierjähriges Studium der Theologie am Evangelischen Stift Tübingen. Nach seinem Studienabschluss wurde Nagel, der sich bereits früh für Mathematik interessiert hatte, Lehrer für Mathematik und Naturwissenschaften am Lyceum und an der Realschule Tübingen. Bereits 1826 promovierte er an der dortigen Philosophischen Fakultät über das Thema De triangulis rectangulis ex algebraica aequatione construendis (Über rechtwinklige Dreiecke, die sich mit Hilfe einer algebraischen Gleichung konstruieren lassen). Bis 1830 war Nagel als Privatdozent in Tübingen tätig. In diesem Jahr zog er nach Ulm, wo er eine besser dotierte Stelle als Lehrer am Gymnasium erhielt; später wurde er Rektor des angegliederten Realinstituts.
Die bekanntesten Forschungsergebnisse Nagels gehören zur Dreiecksgeometrie. Einer der ausgezeichneten Punkte des Dreiecks, der Nagel-Punkt, wurde nach ihm benannt.

## Werke
- De triangulis rectangulis ex algebraica aequatione construendis (Über rechtwinklige Dreiecke, die sich mit Hilfe einer algebraischen Gleichung konstruieren lassen), 1826
- Untersuchungen über die Eigenschaften der wichtigsten mit dem Dreieck in Verbindung stehenden Kreise. Programm des Gymnasiums Ulm, Ulm 1835
- Untersuchungen über die wichtigsten zum Dreiecke gehörigen Kreise. Eine Abhandlung aus dem Gebiete der reinen Geometrie, Leipzig, 1836